# ناحیه لریبه
ناحیه لریبه (به لاتین: Leribe District) یکی از نواحی کشور لسوتو است که در شمال غربی این کشور واقع شده است. این ناحیه با مساحتی معادل ۲٬۸۲۸ کیلومتر مربع و جمعیتی در حدود ۳۳۷٬۵۰۰ نفر در سال ۲۰۱۶، یکی از نواحی مهم کشور به شمار می‌آید.